# 扶南
扶南（罗马化： 發音：[nɔ.ˈkɔː pʰnum]）也称夫南、跋南，是中南半岛的一个印度化古国，位於東南亞大陸，其統治中心位於湄公河三角洲一帶，存在時間大約是1世紀至6世紀期間。扶南奉印度教為國教。其国都位于毗耶陀补罗（直译：「猎人-城」），可能在波羅勉省巴布農縣，有湄公河西北流东入海。
扶南是這個國家在古代漢文文獻中的稱呼。今日柬埔寨將此國稱為（Nokor Phnom）或（發音：[ʋnum] vnom）。意為「山城」，在古高棉語中意思是「山」。然而，扶南之名不見於任何同時期的高棉文獻，因此扶南人對自己政權的稱呼仍然不明。一些學者根據漢文文獻中扶南国王叫“山帝”，认为“帝”即高棉语“Kurung”，“山”即高棉语“bnam”。
3世紀中葉時期，東吳派遣中郎康泰、宣化從朱應奉命訪問扶南，並留下了對扶南的文字記載。今日學者對扶南的瞭解很大一部份依靠於漢文文獻的記載。:24漢文史料記載扶南於1世紀建國於湄公河三角洲，但考古發掘顯示早在公元前4世紀的時候此地就有廣闊的人類定居點。雖然漢文文獻稱扶南是一個統一的政權，但一些現代學者猜測扶南只是個曼荼羅體系之下鬆散的城邦聯盟，有時互相交戰，有時又結為政治同盟。澳盖文化遺址中發掘出來自羅馬、印度、中國的商品，證實了扶南曾經是一個強大的貿易國家，對吳哥波雷的考古發掘也證實這裡是一個重要定居點，澳盖作為港口而繁榮，透過一個運河系統同吳哥波雷連接。

## 史籍记载
《梁书》：“扶南国，在日南郡之南海西大湾中，去日南可七千里，在林邑西南三千余里。城去海五百里。有大江广十里，西北流，东入于海。其国轮广三千余里，土地洿下而平博，气候风俗大较与林邑同。出金、银、铜、锡、沉木香、象牙、孔翠、五色鹦鹉。其南其南界三千余里有顿逊国，……羁属扶南。顿逊之外，大海洲中，又有毘骞国，去扶南八千里。……扶南王数遣使与书相报答，常遗扶南王纯金五十人食器，形如圆盘，又如瓦塸，名为多罗，受五升，又如碗者，受一升。……扶南东界即大涨海，海中有大洲，洲上有诸薄国。……扶南国俗本裸体，文身被髮，不制衣裳。”

## 历史

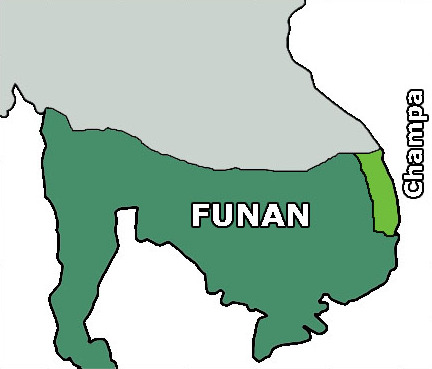
3世纪的扶南国

纪元1世纪初，扶南国有开国女王，名柳叶。扶南国之南，有徼国，有人名混填（或許就是扶南開國君主憍陳如一世），有一天夜里，梦见天神赐弓，混填早晨起来，便到庙中神树下，果然得到一把神弓，随即按照梦中指示，乘船入海，入扶南外邑。扶南国女王柳叶部众，见混填船到，立刻派出船舶，图谋夺取，混填张弓射柳叶船，飞箭贯穿船面，射中柳叶侍从，柳叶大惊失色，举众投降混填。混填成为扶南国王，纳柳叶为妻，生七子，各分封王，治理七邑。后来其中一位邑王混盘况，运用阴谋手段，离间其余六位邑王，让他们互相猜疑，然后起兵将六个邑王消灭，派遣自己的几个子孙，分治各邑，称为小王。
盘况年九十余死，立中子盘盘继位为扶南王，将以国事委任大将范蔓管理。盘盘在位三年死，扶南国人共同推举大将范蔓为王。范蔓勇健有权略，以兵威攻伐邻国，各邻国都服属扶南国，范蔓自号为“扶南大王”。扶南大王范蔓雄才大略，建造大船，渡涨海，攻屈都昆、九稚、典孙等十余国，开地五六千里，在位二十多年。后来扶南大王范蔓在伐「金邻」（即巴利文典籍中的黄金地，苏勿吒蒲迷。或者更确切地应当视为苏弗纳古迪厄，即梵文典籍里的黄金城墙，大约在现在下缅甸或马来半岛地区）时得病，派遣太子金生代行。
2世纪初范蔓姊有子，名范旃，为二千兵将领，篡范蔓自立为王，并遣人先诈骗太子范金生，然后杀范金生。
东吴黄武四年（225年）扶南国王范旃遣使来吴国，取海路历时一年余到印度恒河口，再取陆路，历时四年来到东吴，献琉璃。孙权派遣中郎康泰出使扶南国。
240年扶南国王范旃遣使天竺茂伦王朝。2
扶南国先王范蔓死时，有乳儿名范长，藏匿民间。范长二十岁时，结国中壮士，袭杀扶南王范旃。但后来范旃大将范寻又杀范长而自立为王。
西晋晋武帝太康（280年－289年）中，扶南国遣使贡献。
东晋晉穆帝（357年）扶南王竺旃檀奉表献驯象。
南朝齊（479年－502年）时，扶南国僧人僧伽婆罗乘海舶来中国，到来南齊国都建康（今江苏南京）传佛教。
南朝梁武帝天监二年（503年）扶南国遣使献方物。
天监三年（504年）梁武帝以扶南国王憍陈如阇耶跋摩为安南将军。
天监五年（506年），梁武帝萧衍诏扶南国沙门僧伽婆罗、曼陀罗在京城扶南馆翻译佛经，前后16年。
天监十一年（512年）、十三年（514年）、十六年（517年）、十八年（519年）扶南国遣使献方物。
梁武帝普通五年（524年），僧伽婆罗在建康逝世。
550年前扶南国势力强盛，有众多属国，包括真腊国、顿逊国等，国王称为古龙（Kurung）。
6世纪中叶，扶南国一王子拔婆跋摩娶真腊国公主为妻。后真腊国王去世，真腊公主驸马拔婆跋摩一世继位为真腊国王。当扶南国王去世后，真腊国王巴伐跋南欲兼任为扶南王，与扶南国王法定继承人扶南国太子发生纠纷；真腊国王巴伐跋南起兵，武力征服扶南国，将扶南国变为真腊属国。扶南太子流亡爪哇，建立山帝王朝（夏連特拉王國）。
7世纪末叶，扶南国被真腊国王刹利·质多斯那灭亡。

## 扶南历代君主
以下是歷代扶南君主列表。在古代漢文史籍中，扶南國王名字多以「范」字開頭。「范」即高棉語（vraḥ），源於梵文（vara），意為「神聖的」。
| 世代 | 梵文名                  | 漢字名                          | 在位            |
| 01   | Neang Neak              | 紹瑪女王 / 柳葉                 | 68？            |
| 02   | Preah Thong Kaundinya Ⅰ | 混塡 /混湏（Hùnhuì） 憍陳如一世 | 68？            |
| 03   | Hun Pan-huang           | 混盤況                          | 西元2世紀下半葉 |
| 04   | Pan-Pan                 | 盤盤(混盤況之子)                | 202-205         |
| 05   | Srei Meara              | 范師蔓                          | 205-225         |
| 06   | Fan Chin-sheng          | 范金生(范師蔓之子)              | 230？           |
| 07   | Fan Chan                | 范旃                            | 230 – 243或更迟 |
| 08   | Fan Chang               | 范長(范師蔓之子)                | 243年后         |
| 09   | Fan Hsun                | 范尋                            | 245/50-287      |
| 10   | 未知                    |                                 | ？              |
| 11   | Candana                 | 竺旃檀                          | 357             |
| 12   | 未知                    | 未知                            | ？              |
| 13   | Kaundinya Ⅱ             | 僑陳如二世                      | 420-434         |
| 14   | Śrī Indravarman         | 持梨陀跋摩                      | 434 – 440       |
| 15   | 未知                    | 未知                            | ？              |
| 16   | 未知                    | 未知                            | ？              |
| 17   | Kaundinya Jayavarman    | 僑陳如·闍耶跋摩                 | 484–514         |
| 18   | Rudravarman             | 留陁跋摩                        | 514-545         |

## 延伸阅读
[在维基数据编辑]
 《欽定古今圖書集成·方輿彙編·邊裔典·扶南部》，出自陈梦雷《古今圖書集成》
 《晉書·卷097》，出自房玄齡《晉書》
 《南齊書·卷58》，出自萧子显《南齊書》
 《梁書/卷54》，出自姚思廉《梁書》
 《南史·卷78》，出自李延壽《南史》
 《新唐書·卷222下》，出自《新唐書》

## 延伸閱讀
- 《扶南傳》、《扶南記》、《扶南土俗》